# Marcel Guénault
Marcel Guénault, né le 12 janvier 1910 à Saint-Germain-du-Puy (Cher) et décédé le 2 juin 1975 à Angers (Maine-et-Loire), est un résistant français.

## Biographie
Jeune ouvrier, il participe à la création de la Jeunesse ouvrière chrétienne en 1928. Devenu artisan, il fonde et anime l'Union des artisans de Maine-et-Loire, dans les années 1930.
Il est mobilisé en 1939 puis fait prisonnier en Allemagne en 1940. En 1942, il s'évade, rejoint Angers puis Vichy où il travaille au Commissariat aux prisonniers. Il donne sa démission lors de l'invasion de la zone libre par les Allemands. Il participe aux activités du Rassemblement national des prisonniers de guerre puis rejoint les réseaux Témoignage chrétien. Il est arrêté à Vichy en avril 1944, interné au camp de Saint-Sulpice-la-Pointe, puis déporté à Buchenwald.
En 1945, il reprend son activité professionnelle et devient conseiller municipal d'Angers de 1945 à 1965.

## Hommages
Le Conseil municipal d’Angers, en date du 29 mai 1995, nomme une rue d’Angers du nom de Marcel Guénault.